# Lohijoki (vattendrag i Lappland, lat 68,00, long 26,77)
Lohijoki är ett vattendrag i Finland.   Det ligger i landskapet Lappland, i den norra delen av landet, 900 km norr om huvudstaden Helsingfors.